# Tom Skerritt
Thomas Roy Skerritt, detto Tom (Detroit, 25 agosto 1933), è un attore statunitense.

## Biografia
Debutta professionalmente nel film del 1962 Caccia di guerra; si susseguono interpretazioni televisive e cinematografiche, come M*A*S*H di Robert Altman (1970), Uomini selvaggi di Blake Edwards (1971), Harold e Maude di Hal Ashby (1971), Gang di Robert Altman (1973) e Due vite, una svolta di Herbert Ross (1977). Nel 1979  è protagonista, insieme a Sigourney Weaver, del capolavoro di Ridley Scott Alien. Nel 1983 lavora per David Cronenberg in La zona morta, e nel 1986 recita in Top Gun. Tra gli altri film a cui prende parte vi sono A servizio ereditiera offresi, Poltergeist III - Ci risiamo e La recluta. Nel 1992 viene diretto da Robert Redford nel film In mezzo scorre il fiume, e nello stesso anno recita in Singles - L'amore è un gioco.
Sul piccolo schermo appare in serie TV come Il virginiano, Cin cin, La famiglia Brock. Negli ultimi anni appare nei film Contact, Un amore speciale e L'ultima alba. Nel 2006, dopo aver preso parte al film Quel che resta di mio marito, recita nell'episodio pilota nella serie televisiva Brothers & Sisters, dove impersona il patriarca della famiglia Walker. Nonostante il suo personaggio sia deceduto, riappare in alcuni flashback. Questa è la seconda volta che interpreta la parte del marito di Sally Field, già impersonato in Fiori d'acciaio del 1989.

## Filmografia parziale

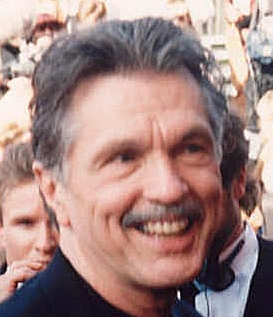
Tom Skerritt ai Premi Emmy 1994

### Cinema
- Caccia di guerra (War Hunt), regia di Denis Sanders (1962)
- I cacciatori del lago d'argento (Those Calloways), regia di Norman Tokar (1965)
- M*A*S*H, regia di Robert Altman (1970)
- Uomini selvaggi (Wild Rovers), regia di Blake Edwards (1971)
- Harold e Maude (Harold and Maude), regia di Hal Ashby (1971)
- ...e tutto in biglietti di piccolo taglio (Fuzz), regia di Richard Colla (1972)
- Gang (Thieves Like Us), regia di Robert Altman (1974)
- Arrivano Joe e Margherito, regia di Giuseppe Colizzi (1974)
- F.B.I. e la banda degli angeli (Big Bad Mama), regia di Steve Carver (1974)
- Il maligno (The Devil's Rain), regia di Robert Fuest (1975)
- La madama, regia di Duccio Tessari (1976)
- E tanta paura, regia di Paolo Cavara (1976)
- Due vite, una svolta (The Turning Point), regia di Herbert Ross (1977)
- Alien, regia di Ridley Scott (1979)
- Philadephia Security (Fighting Back), regia di Lewis Teague (1982)
- La zona morta (The Dead Zone), regia di David Cronenberg (1983)
- Top Gun, regia di Tony Scott (1986)
- Space Camp - Gravità zero (Space Camp), regia di Harry Winer (1986)
- A servizio ereditiera offresi (Maid to Order), regia di Amy Holden Jones (1987)
- Poltergeist III - Ci risiamo, regia di Gary Sherman (1988)
- Fiori d'acciaio (Steel Magnolias), regia di Herbert Ross (1989)
- Ragazze, il mostro è innamorato (Big Man on Campus), regia di Jeremy Kagan (1989)
- La recluta (The Rookie), regia di Clint Eastwood (1990)
- Orchidea selvaggia 2 (Wild Orchid II: Two Shades of Blue), regia di Zalman King (1991)
- La mia peggiore amica (Poison Ivy), regia di Katt Shea (1992)
- In mezzo scorre il fiume (A River Runs Through It), regia di Robert Redford (1992)
- Singles - L'amore è un gioco (Singles), regia di Cameron Crowe (1992)
- Contact, regia di Robert Zemeckis (1997)
- Un amore speciale (The Other Sister), regia di Garry Marshall (1999)
- Texas Rangers, regia di Steve Miner (2001)
- Changing Hearts, regia di Martin Guigui (2002)
- L'ultima alba (Tears of The Sun), regia di Antoine Fuqua (2003)
- Quel che resta di mio marito (Bonneville), regia di Christopher N. Rowley (2006)
- Whiteout - Incubo bianco (Whiteout), regia di Dominic Sena (2009)
- Ted, regia di Seth MacFarlane (2012)
- Innamorarsi a Middleton (At Middleton), regia di Adam Rodgers (2013)
- Field of Lost Shoes, regia di Sean McNamara (2014)
- Aspettando il re (A Hologram for the King), regia di Tom Tykwer (2016)
- Un Natale mai raccontato, regia di Mel Damski (2016)
- Lucky, regia di John Carroll Lynch (2017)

### Televisione
- Il virginiano (The Virginian) – serie TV, 6 episodi (1962-1971)
- L'ora di Hitchcock (The Alfred Hitchcock Hour) – serie TV episodio 1x31 (1963)
- Io e i miei tre figli (My Three Sons) – serie TV, episodio 4x11 (1963)
- Bonanza – serie TV, episodi 6x04-14x16 (1964-1973)
- Kronos - Sfida al passato (The Time Tunnel) – serie TV, episodio 1x12 (1966)
- I giorni di Bryan (Run for Your Life) – serie TV, episodio 3x19 (1968)
- Cimarron Strip – serie TV, episodio 1x18 (1968)
- Squadra speciale anticrimine (The Felony Squad) – serie TV, episodio 3x08 (1968)
- Lancer – serie TV, episodio 1x22 (1969)
- The Outsider – serie TV, episodio 1x17 (1969)
- Cannon – serie TV, 3 episodi (1971-1975)
- Baretta – serie TV, 1 episodio (1978)
- Maneaters Are Loose!, regia di Timothy Galfas – film TV (1978)
- Ai confini della realtà (The Twilight Zone) – serie TV, episodio 2x03 (1986)
- Cin cin (Cheers) – serie TV, 6 episodi (1987-1988)
- La famiglia Brock (Picket Fences) – serie TV, 88 episodi (1992-1996)
- Aftershock - Terremoto a New York (Aftershock: Earthquake in New York), regia di Mikael Salomon – film TV (1999)
- Law & Order - Unità vittime speciali (Law & Order: Special Victims Unit) – serie TV, episodio 5x24 (1999)
- Will & Grace – serie TV, episodio 5x07 (2002)
- West Wing - Tutti gli uomini del Presidente (The West Wing) – serie TV, episodio 5x05 (2004)
- Mammoth – film TV, regia di Tim Cox (2006)
- Desperation (Stephen King's Desperation) – film TV, regia di Mick Garris (2006)
- The Closer – serie TV, episodio 5x08 (2009)
- Leverage - Consulenze illegali (Leverage) – serie TV, episodio 3x09 (2010)
- White Collar – serie TV, episodio 3x14 (2012)

## Riconoscimenti
- Primetime Emmy Awards
  - 1993 – Migliore attore protagonista in una serie drammatica per La famiglia Brock

## Doppiatori italiani
Nelle versioni in italiano delle opere in cui ha recitato, Tom Skerritt è stato doppiato da:
- Cesare Barbetti ne I cacciatori del lago d'argento, ...e tutto in biglietti di piccolo taglio, Top Gun, Space Camp - Gravità zero, Fiori d'acciaio, Texas Rangers, S.O.S.: La natura si scatena
- Sergio Di Giulio in Fallen - Angeli caduti, L'ultima alba, White Collar, The Good Wife
- Dario Penne in A servizio ereditiera offresi, In mezzo scorre il fiume, Contact, The Closer
- Saverio Moriones in Desperation, Brothers & Sisters - Segreti di famiglia, Law & Order - Unità vittime speciali
- Gino La Monica in Whiteout - Incubo bianco, Un natale mai raccontato
- Massimo Turci in M*A*S*H
- Claudio Capone ne La famiglia Brock
- Glauco Onorato in Arrivano Joe e Margherito
- Stefano Satta Flores in Alien
- Gil Baroni in Philadephia Security
- Giorgio Bandiera in La zona morta
- Walter Maestosi in Braccio vincente
- Mario Bombardieri in Path to War - L'altro Vietnam
- Romano Ghini in Poltergeist III - Ci risiamo
- Rodolfo Bianchi in Ragazze, il mostro è innamorato
- Nino Prester in West Wing - Tutti gli uomini del Presidente
- Massimo Corvo in Trappola per genitori
- Dante Biagioni ne La zona morta (serie TV)
- Michele Kalamera in Will & Grace
- Ennio Coltorti in Un amore speciale
- Sergio Graziani in Scacco mortale
- Omero Antonutti in Quel che resta di mio marito
- Antonio Paiola in Homeland Security - A difesa della nazione
- Franco Zucca in Leverage - Consulenze illegali
- Elio Marconato in Innamorarsi a Middleton
- Carlo Valli in Aspettando il re
- Gianni Gaude in Lucky
- Ugo Maria Morosi in Madam Secretary